# Катаріна Патрногич
Катаріна Патрногич (серб. Катарина Патрногић; нар. 1921, Призрен — пом. 1971, Приштина) — югославська політична діячка, учасниця Народно-визвольної війни в Югославії, депутат Народної скупщини СФРЮ і діячка СР Сербії і САК Косово. Народний герой Югославії.

## Біографія
Народилася 1921 року в Призрені в родині ювеліра. Закінчила школу в 1939 році, вступила на юридичний факультет Бєлградського університету. У лютому 1941 року стала кандидатом до лав Компартії Югославії, трохи пізніше туди була прийнята.
У 1941 році після Квітневої війни Косово потрапило в італійську зону окупації. Карабінери в листопаді 1941 року схопили Катаріну за звинуваченням у зв'язках з партизанами і кинули у в'язницю, де жорстоко катували. Нічого не дізнавшись і не зумівши довести її причетність, італійці відпустили Катаріну, потай сподіваючись, що вона ненароком видасть своїх спільників. Деякий час вона працювала нелегально в Призрені, а потім перебралася до Ораховаця.
У серпні 1942 року поліція дізналася, що Катаріна повернулася до Призрена, і знову схопила її. Катаріна повторно відмовилася когось видавати, після чого її вирішили перевести до Тирани. У січні 1943 року вона, побивши свого наглядача, втекла з в'язниці з групою ув'язнених. У квітні була зарахована до Шарпланинського партизанського загону. У серпні 1943 року призначена заступником політрука роти, 8 серпня 1943 призначена політруком 3-го батальйону 8-ї прешевської бригади. З 9 вересня заступник політрука 2-й косовсько-метохійської бригади, з грудня 1944 року і до кінця війни заступник політрука 4-ї косовсько-метохійської бригади.
Після війни була депутатом у Народній скупщині Югославії, а також у Скупщинах СР Сербії та САК Косово. Секретар Призренського крайового комітету Комуністичної партії Югославії, член ЦК Компартії Сербії, Сербського комітету Соціалістичного союзу трудового народу Косова і Метохії. Померла в 1971 році, виконуючи обов'язки заступника голови Скупщини Косова.
Нагороджена низкою орденів і медалей, зокрема Орденом Народного героя Югославії (указ від 27 листопада 1953).